# Lee McCulloch
Lee Henry McCulloch (ur. 14 maja 1978 w Bellshill, Szkocja) – były szkocki piłkarz występujący na pozycji pomocnika. Obecnie McCulloch jest asystentem szkoleniowca w Kilmarnock F.C.

## Kariera klubowa
Lee McCulloch karierę rozpoczynał w juniorskim klubie Cumbernauld United, gdzie występował na pozycji napastnika.

### Motherwell
W letnim okienku transferowym 1995 r. McCulloch trafił do występującego w szkockiej ekstraklasie, Motherwell. Lee zaliczył swój debiut w The Well 24 sierpnia 1996 w meczu przeciwko Raith Rovers, a pierwszą bramkę zdobył 31 stycznia 1998 w meczu z Hibernian. W trakcie pobytu na Fir Park Szkot zaliczył łącznie 147 występów, w których strzelił 27 goli.

### Wigan Athletic
Dobra dyspozycja dwudziestodwuletniego wówczas McCullocha sprawiła, że wzrosło zainteresowanie młodym graczem. Najwięcej chęci wykazał angielski Wigan Athletic i w marcu 2001 za 700 000 funtów pozyskał McCullocha na JJB Stadium, co było transferowym rekordem klubu. Występujący w tym czasie w trzeciej lidze, Wigan marzył o grze w Premiership i kupno McCullocha miało w tym pomóc drużynie z przedmieść Manchesteru. Lee zadebiutował w pierwszej drużynie już po kilku dniach w meczu ze Swindow Town. Po czterech tygodniach Szkot zdobył swoją debiutancką bramkę w nowych barwach w wyjazdowym spotkaniu z Wycombe Wanderers wygranym przez Wigan 2-1.
W trakcie swojej kariery na angielskich boiskach, McCulloch był próbowany w roli lewego pomocnika i cofniętego napastnika. W trakcie sezonu 2005/06, pierwszego w najwyższej klasie rozgrywkowej, dobra gra McCullocha (5 bramek w 30 występach), występującego najczęściej na lewym skrzydle, pomogła drużynie zająć wysokie, 10. miejsce w tabeli. Szkocki pomocnik wystąpił również w finałowym meczu o Puchar Ligi Angielskiej przegranym przez Wigan 0-4 z Manchesterem United.
W styczniu 2007 r. McCulloch przyciągnął zainteresowanie Rangers. Oferta 750 000 funtów została szybko odrzucona i uznana za "śmieszną". W maju tego samego roku Lee stwierdził, że powrót do Szkocji byłby dla niego "prawdziwą rozkoszą". Nowy menedżer Wigan wyraził zgodę na transfer, a 23 czerwca The Gers zaoferowali 1,5 mln funtów. Ta oferta także została odrzucona – włodarze angielskiego klubu żądali 2,5 mln za zawodnika, który zagrał w 241 meczach i strzelił 46 bramek.

### Rangers
11 lipca 2007 r. Lee McCulloch podpisał czteroletnią umowę ze szkockim klubem. Wigan za swojego zawodnika otrzymało 2,25 mln funtów. Debiut Szkota przypadł na mecz kwalifikacyjny do Ligi Mistrzów. Przeciwnikiem była czarnogórska FK Zeta, którą Rangers dwukrotnie pokonali.
Sezon 2007/08 McCulloch zakończył zdobyciem Pucharu Szkocji i Pucharu Ligi. Dodatkowo McCulloch wystąpił wraz ze swoim klubem w finałowym meczu Pucharu UEFA, przegranym 0-2 z rosyjskim Zenitem St. Petersburg.
W swoim drugim sezonie McCullocha prześladowały kontuzje, a gdy grał, występował na środku defensywy. Mimo to zdobył z klubem dublet, wygrywając Scottish Premier League i Puchar Szkocji.
Początek sezonu 2009/10, McCuloch miał wymarzony. W dwóch pierwszych meczach – z Falkirk i Hearts wpisywał się na listę strzelców, przyczyniając się do zwycięstw w tych meczach.
Przed sezonem 2012/13 zespół Rangers Glasgow został zdegradowany do czwartej klasy rozgrywkowej za nieprawidłowości finansowe. Pomimo to Lee McCulloch dowodząc swojej lojalności pozostał w zespole i walnie przyczynił się do jego szybkiego awansu.

### Kilmarnock
W lipcu 2015 r. McCulloch opuścił szeregi Rangers Glasgow, by podjąć się roli grającego asystenta trenera w innym szkockim klubie Kilmarnock F.C. Rozegrał tam jednak tylko jeden mecz (przeciwko Ross County F.C.) skupiając się na roli trenera.
30 stycznia 2016 r. McCulloch tymczasowo przejął rolę trenera pierwszego zespołu po tym jak rezygnację złożył dotychczasowy trener Garry Locke.
Kilkanaście dni później zarząd Kilmarnock F.C. zatrudnił nowego menadżera, a został nim Lee Clark. McCulloch powrócił zatem do roli asystenta.

## Kariera międzynarodowa
McCulloch swój debiut w Reprezentacji Szkocji zaliczył 13 października 2004 w zremisowanym 1-1 meczu z Mołdawią.
Pierwszy, i na razie jedyny, gol McCullocha w reprezentacji padł 13 października 2008 w wygranym meczu z Ukrainą. Szkoci wygrali 3-1, a Lee zdobył gola na 2-0 w pierwszej połowie.

## Sukcesy
Wigan Athletic
- Football League One (1): 2003

Rangers
- Scottish Premier League (1): 2009
- Puchar Szkocji (2): 2008, 2009
- Puchar Ligi Szkockiej (1): 2008